# Heythrop
Heythrop – wieś w Anglii, w hrabstwie Oxfordshire, w dystrykcie West Oxfordshire. Leży 28 km na północny zachód od Oksfordu i 107 km na północny zachód od Londynu. W 2001 miejscowość liczyła 93 mieszkańców.